# János Sipos (Radsportler)
János Sipos (* 8. März 1951 in Budapest; † 2. August 2012 ebenda) war ein ungarischer Radrennfahrer und nationaler Meister im Radsport.

## Sportliche Laufbahn
1971 siegte Sipos in der nationalen Meisterschaft im Straßenrennen. 1972 gewann er eine Etappe des Grand Prix de l’Humanité in Frankreich. 1976 siegte er in der nationalen Meisterschaft im Kriterium und im Eintagesrennen um den Mokka-Cup.
Bei den UCI-Straßen-Weltmeisterschaften 1971 belegte Ungarn mit Tibor Debreceni, József Peterman, András Takács und Janos Sipos den 7. Rang im Mannschaftszeitfahren. Den nationalen Titel im Mannschaftszeitfahren gewann er fünfmal.
Im Bahnradsport wurde er 1975 Meister im Punktefahren und 1976 im Zweier-Mannschaftsfahren.
Die Internationale Friedensfahrt fuhr er achtmal. 1971 wurde er 54., 1973 47., 1975 92., 1976 36., 1977 71., 1978 41. der Gesamtwertung. 1979 und 1980 schied er aus.

## Berufliches
Sipos war als Redakteur von Magyar Rádió und Kommentator des Fernsehsenders Eurosport tätig. Als Generalsekretär des Ungarischen Radsportverbandes war er viele Jahre im Radsport als Funktionär aktiv. Sipos war wesentlich an der Wiederaufnahme der Ungarn-Rundfahrt 1993 beteiligt.